# جنبش حرکت مردمی (کویت)
جنبش اقدام مردمی (به عربی: حركة العمل الشعبي، PAM) یک گروه سیاسی اپوزوسیون دولت کویت است.
جنبش اقدام مردمی که پس از اعتراضات ۲۰۱۱-۲۰۱۲ تشکیل شد که برای اولین بار در مارس ۲۰۱۳ با جمعی از نمایندگان سابق پارلمان و جوانان معترض و مخالف کویتی به گرد هم آمدند. این گروه توسط اعضای بلوک اقدام مردمی، از جمله احمد السدون و مسلم البراک که دبیرکل این گروه شد، ایجاد شد.
در ژوئن ۲۰۱۵، البراک، دبیرکل حزب، پس از انتقاد از امیر صباح الاحمد الجابر الصباح در سخنرانی سه سال پیش خود، به حکم دو سال زندان محکوم شد. او در کل دوران زندان خود رهبر باقی ماند.
1. ↑  Matthiesen, Toby (2013). Sectarian Gulf: Bahrain, Saudi Arabia, and the Arab Spring That Wasn't (به انگلیسی). Stanford University Press. ISBN 978-0-8047-8722-2. Retrieved 23 November 2019.
2. ↑  Izzak, B (16 March 2014). "Oppn Launches Rebranded Popular Action Movement" (PDF). Kuwait Times. Retrieved 23 November 2019.
3. ↑  Verhoeven, Harry (2018). Environmental Politics in the Middle East (به انگلیسی). Oxford University Press. p. 87. ISBN 978-0-19-091668-8. Retrieved 23 November 2019.
4. ↑  "TV channel referred to prosecution for violating e-media law | Kuwait Times". Kuwait Times. 31 October 2016. Retrieved 23 November 2019.